# Gruchet-le-Valasse
Gruchet-le-Valasse – miejscowość i gmina we Francji, w regionie Normandia, w departamencie Sekwana Nadmorska.
Według danych na rok 1990 gminę zamieszkiwało 2787 osób, a gęstość zaludnienia wynosiła 196 osób/km² (wśród 1421 gmin Górnej Normandii Gruchet-le-Valasse plasuje się na 82. miejscu pod względem liczby ludności, natomiast pod względem powierzchni na miejscu 164.).